# Paul De Gobert
 (octobre 2009).
Si vous disposez d'ouvrages ou d'articles de référence ou si vous connaissez des sites web de qualité traitant du thème abordé ici, merci de compléter l'article en donnant les références utiles à sa vérifiabilité et en les liant à la section « Notes et références ».
Paul De Gobert est un artiste peintre, né à Bruxelles en 1949. Les sources d'inspiration de son œuvre sont très liées à la nature, au respect de l'environnement, au souci d'intégration de l'art à l'architecture et à l'espace public.

## Biographie
Paul De Gobert a créé de multiples œuvres monumentales : la fresque de la station de métro Vandervelde à Bruxelles La Grande Taupe et le petit peintre, les fresques de l’hôpital Tenon à Paris.
Depuis 1972, il oriente ses recherches picturales vers l’art public et l’intégration à l’architecture. Une de ses premières interventions sur l'architecture est la maison du curé des Marolles (Jacques Van der biest) peinte en trompe-l’œil dans le quartier des Marolles à Bruxelles à la recherche de l'urbanité, première exposition d'architecture organisée par la Biennale de Paris. Sa collaboration étroite avec les architectes (dont Maurice Culot et des étudiants de La Cambre) a engendré de nombreux projets alternatifs et des réalisations.
Parmi ses œuvres les plus marquantes : Le Grand Pigeon de l’école crèche de Saint-Job à Uccle, Le Vol des canards pour le siège de la banque la Hénin à Paris, la station de métro Vandervelde à Bruxelles, les fresques de l'hôpital Tenon à Paris, dans plusieurs services, dont l'hôpital de jour Jacqueline-Pallez en collaboration avec l'architecte Yann Brunel, le professeur Victor Izrael (cancérologue) et l'association MAEH, inauguré par Jacques Chirac en 1988.
Paul de Gobert a en outre réalisé les fresques de l’agence de publicité RSCetG commandées par Jacques Séguéla, avec leur tour Eiffel dans l’espace, la palissade du Crédit Communal Rue de la promenade à Bruxelles, restaurée et exposée au Dexia art centrer en 2006, le Ferry boîte au Musée d'art contemporain en plein air de l’université de Liège, la fresque du hall de la bibliothèque de la communauté française de Belgique à Bruxelles "le jardin de lecture", la fresque des Droits de l’Homme Paysages-Métissage en juin 1998 créée à l’occasion de la commémoration du 50e Anniversaire de la Déclaration universelle des droits de l'homme, à Amman, en Jordanie.
Il participe à la création de deux guides de promenades autour de Bruxelles et de promenades autour de Namur en créant des dessins et des aquarelles sur le motif.
En octobre 2007, l'exposition « Visages de Mongolie » au centre culturel Armand Bernier à Waterloo a présenté ses œuvres originales créées durant son voyage en Mongolie, et dont un ouvrage écrit et illustré de ses peintures et dessins relate le périple du peintre voyageur à la rencontre des peuples nomades des steppes de Mongolie.
Décembre 2010, publication de "Ma traversée de bruxelles" ouvrage autobiographique, retraçant son parcours dessiné et écrit à travers bruxelles et d'autres lieux, publié chez prisme éditions : (ISBN 978-2-930451-08-4)